# Antoni Isac i Aguilar
Antoni Isac i Aguilar (Lleida, 1950) és un jurista i polític lleidatà. És militant d'Unió Democràtica de Catalunya i fou conseller de Justícia de la Generalitat de Catalunya des de desembre de 1992 fins al febrer de 1995.